# Mesopodagrion
Mesopodagrion is een geslacht van libellen (Odonata) uit de familie van de Megapodagrionidae (Vlakvleugeljuffers).

## Soorten
Mesopodagrion omvat 2 soorten:
- Mesopodagrion tibetanum McLachlan, 1896
- Mesopodagrion yachowensis Chao, 1953